# Château de Maulnes

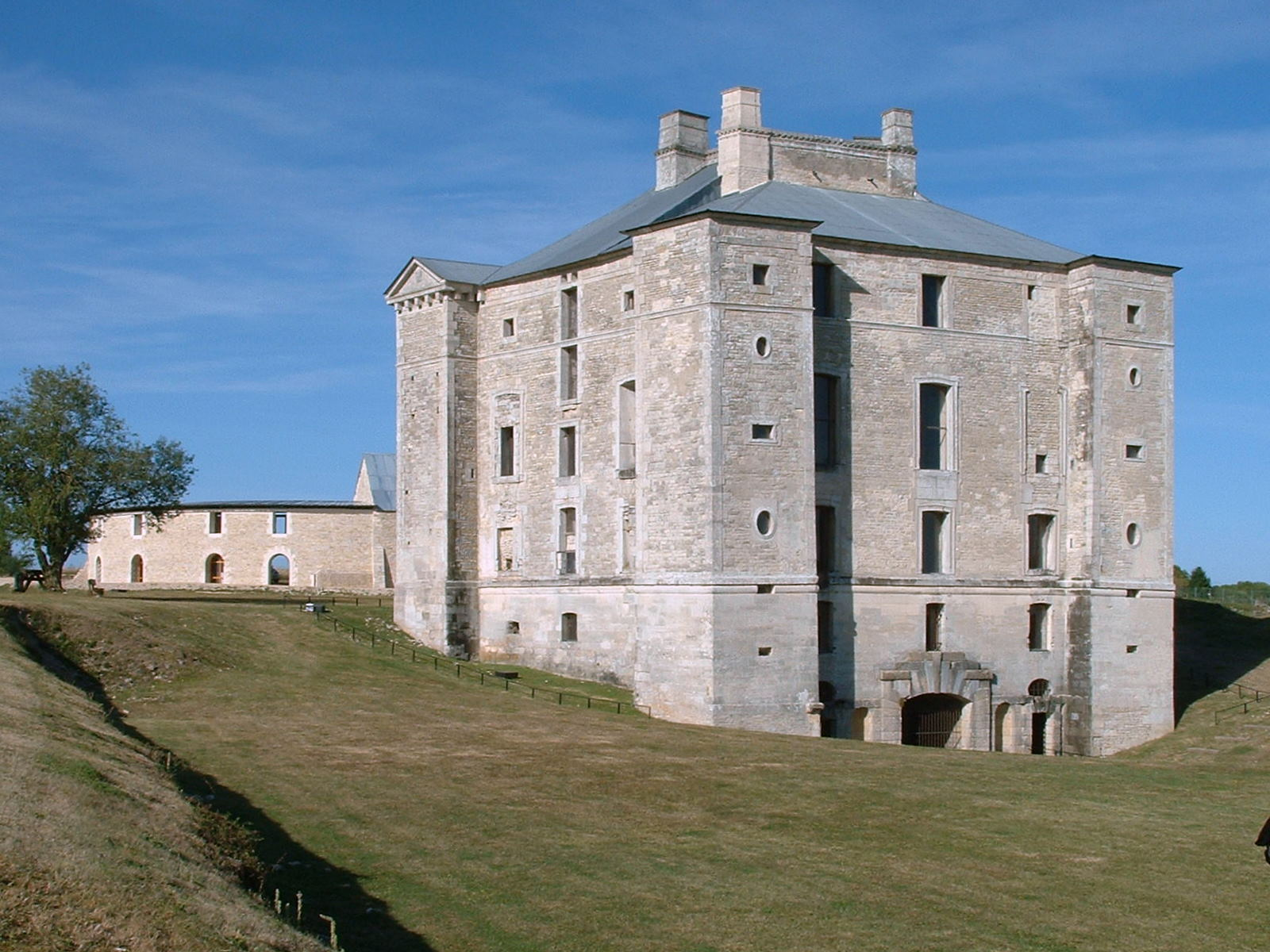
Aspecto geral do Château de Maulnes.

O Château de Maulnes é um palácio fortificado francês do século XVI, em Estilo Renascentista, que se situa em Cruzy-le-Châtel, no departamento de Yonne.
Este palácio não conhece equivalente na França, ou talvez no mundoe. Apresenta várias particularidades que o tornam único. Assim, construído duma só vez, entre 1566 e 1573, segundo uma planta pentagonal, foi muito pouco ocupado. Foi edificado em torno duma escadaria central e dum poço alimentado por três nascentes.
Desocupado no século XX, num estado de degradação avançado, foi adquirido pelo Conselho Geral de Yonne em 1997. Depois, foi objecto de estudos histórico e arqueológico, assim como de trabalhos de restauro que se devem prolongar por muitos anos. Está aberto ao público desde 2007.

## História

### A"motte de Maulnes"
O lugar, que parece ter sido ocupado desde o neolítico, é citado num texto de 863 sob o nome Molnitum. 
Uma casa-forte, conhecida com o nome de "motte de Maulnes", tinah sido edificada pelos Condes de Tonnerre numa clareira da floresta de Maulnes, certamente no século XIII. Encontramos vestígios nos escritos da época, assim como em fotografias aéreas. Este edifício permitia aos condes dedicar-se à caça, por vezes em companhia de convidados ilustres, como o Duque da Borgonha Filipe II, o Bravo, que veio caçar em 1366 e 1374.
Na sequência duma querela entre o Conde de Tonnerre Louis II de Chalon e o Duque João Sem Medo, as tropas borgonhesas invadiram o condado em 1411. Em 1414, essas mesmas tropas destruiram os castelos do Tonnerrois, entre os quais o Château de Tanlay e o Château de Maulnes.

### O projecto

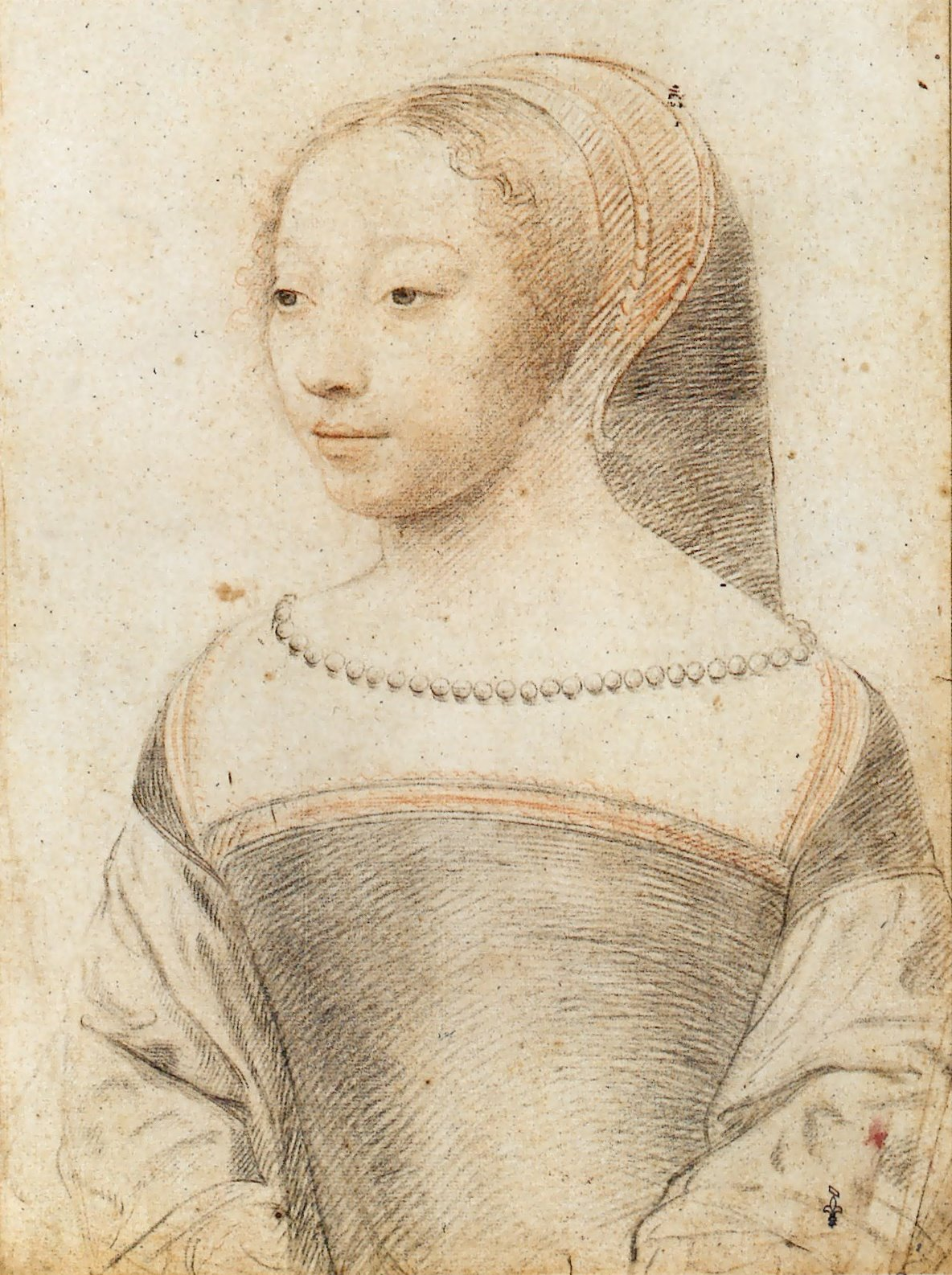
Louise de Clermont, por François Clouet.

Um século e meio mais tarde, a Condessa de Tonnerre Louise de Clermont e o seu marido, Antoine de Crussol, Duque de Uzès, são personalidades importantes, próximas da Corte de França e da Rainha Catarina de Médici. Louise de Clermont, viúva de François du Bellay, tinha casado com Antoine de Crussol em 1556. 
Em 1566, o casal decidiu construir um palácio na floresta de Maulnes. Louise, então com 62 anos, era uma mulher inteligente e culta, formada na corte de Francisco I, rei apaixonado pela arquitectura. O seu próprio pai, Antoine III de Clermont, tinha confiado ao arquitecto Sebastiano Serlio, em 1541, a construção do Château d'Ancy-le-Franc, não longe de Moulnes.
A França atravessava, então, um período de acalmia que se sucedeu à Primeira Guerra de Religião, graças à assinatura do Tratado de Amboise, em 1563. Foi um período propício à realização deste projecto arquitectónico, com o qual o casal sonhava, sem dúvida, desde há vários anos.
Antoine de Crussol, que acabava de ser feito Duque de Uzès em Maio de 1565, não possuía uma residência digna do seu estatuto no condado. Agora tinha que afirmar a sua autoridade através dum edifício capaz de atingir a imaginação. O palácio, símbolo do seu poder, devia poder rivalizar com os seus vizinhos Château d'Ancy-le-Franc e Château de Tanlay, então em construção. Se tal não podia ser alcançado pelo seu tamanho, sê-lo-ia pela sua beleza e originalidade arquitectónica.
A localização do futuro palácio na floresta justifica-se, em primeiro lugar, pela sua função ligada à caça, mas igualmente - e talvez sobretudo - pelo papel que terá na exploração das vastas florestas da região. A venda de madeira de aquecimento em Paris era, então, o recurso mais importante do condado e o casal tinha a intenção de melhorar a gestão.

### A construção (1566-1573)

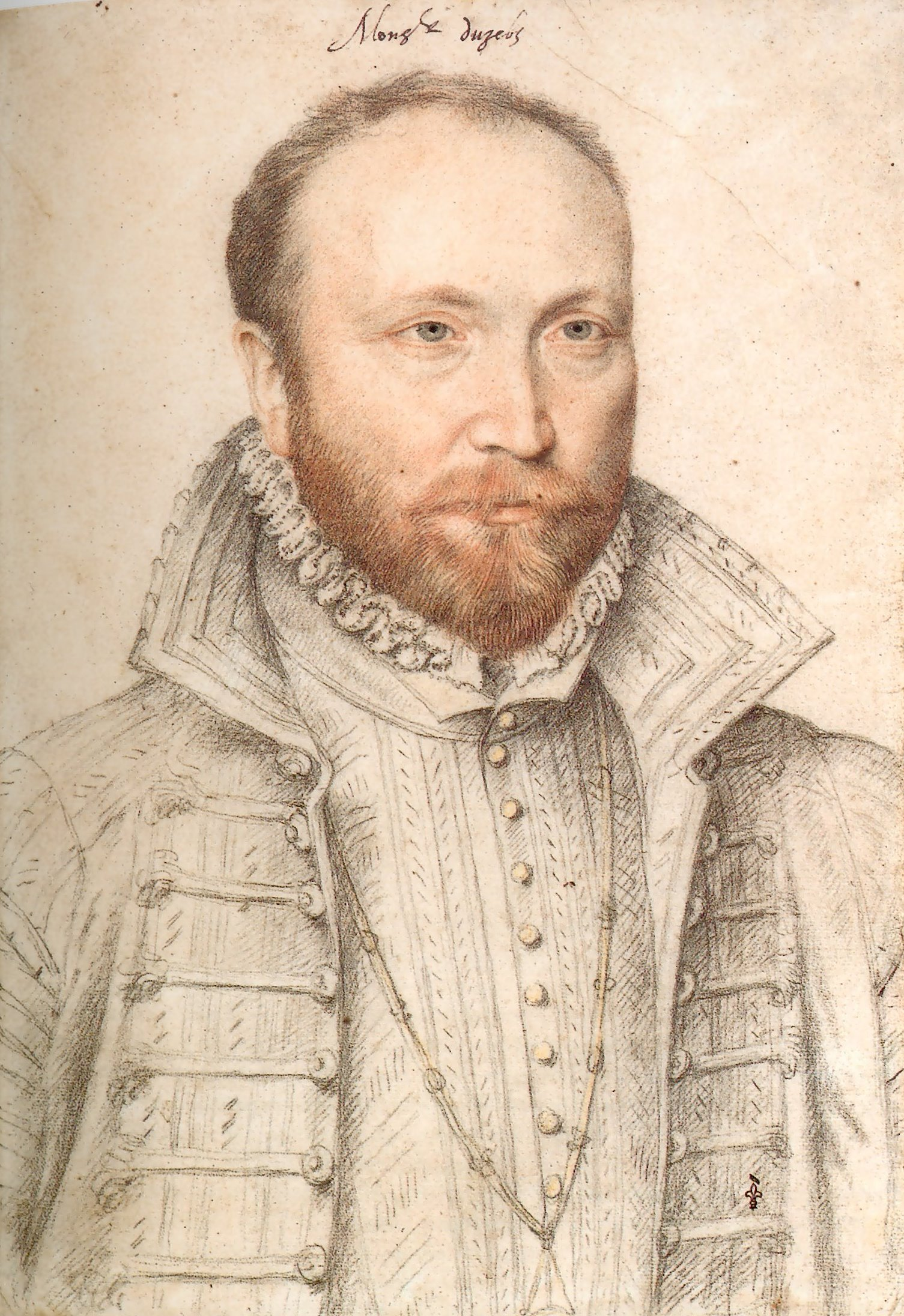
Antoine de Crussol, por François Clouet.

Foi no dia 7 de Maio de 1566 que Antoine de Crussol assinou, em frente do notário, os contratos que o ligaram a um mestre pedreiro e a um mestre carpinteiro, fornecendo-lhes planos detalhados do edifício a construir. Jean Cosquino, Senor de Fulvy e testmunha da assinatura, foi confiada a gestão do estaleiro, com o título de Governador do Château de Maulnes.
Rapidamente, a partir de 1567, abre-se um novo período de turbulência para o reino. Em Fevereiro de 1568, o exército do Príncipe de Condé ocupou os arrabaldes de Tonnerre e cercou a cidade, que teve que pagar, finalmente, um resgate. Em Novembro, as tropas católicas tomaram Noyers enquanto os huguenotes tomavam Vézelay no início de 1569, sendo logo cercados pelas tropas reais. Em Março, o exército do Duque de Zweibrücken atravessou a Bretanha para vir em socorro da guarnição de Vézelay. Em Julho foi o exército do Marechal de Cossé que passou pelo Tonnerrois.
Apesar do clima pouco seguro, o estaleiro progrediu. Em Setembro de 1569, Louise de Clermont instalou-se em Maulnes, mandando mobilar o edifício. Antoine de Crussol juntou-se-lhe em Janeiro de 1570. O logis estava, então, terminado, mas não os edifícios anexos. O segundo estaleiro pode ter começado em Agosto de 1570, após a partida dos Crussol, que se juntaram à corte na sua via itinerante.
Em 1572, Antoine de Crussol foi feito Par de França pelo seu Ducado de Uzès. No entanto, o futuro era sombrio, sendo a tensão particularmente forte entre católicos e protestantes. NO dia 24 de Agosto de 1572, Galiot de Crussol, irmão de Antoine, fez parte das vítimas do Massacre da noite de São Bartolomeu. Em Outubro, Antoine e Louise permanecem um mês em Maulnes. Louise parte para o Languedoc, enquanto Antoine regressa a Paris. De Janeiro a Julho de 1573, o duque participou no Cerco de La Rochelle, mas regresou exausto e doente, vindo a morrer no dia 14 de Agosto daquele ano.

### Os Clermont-Tonnerre (1573-1697)

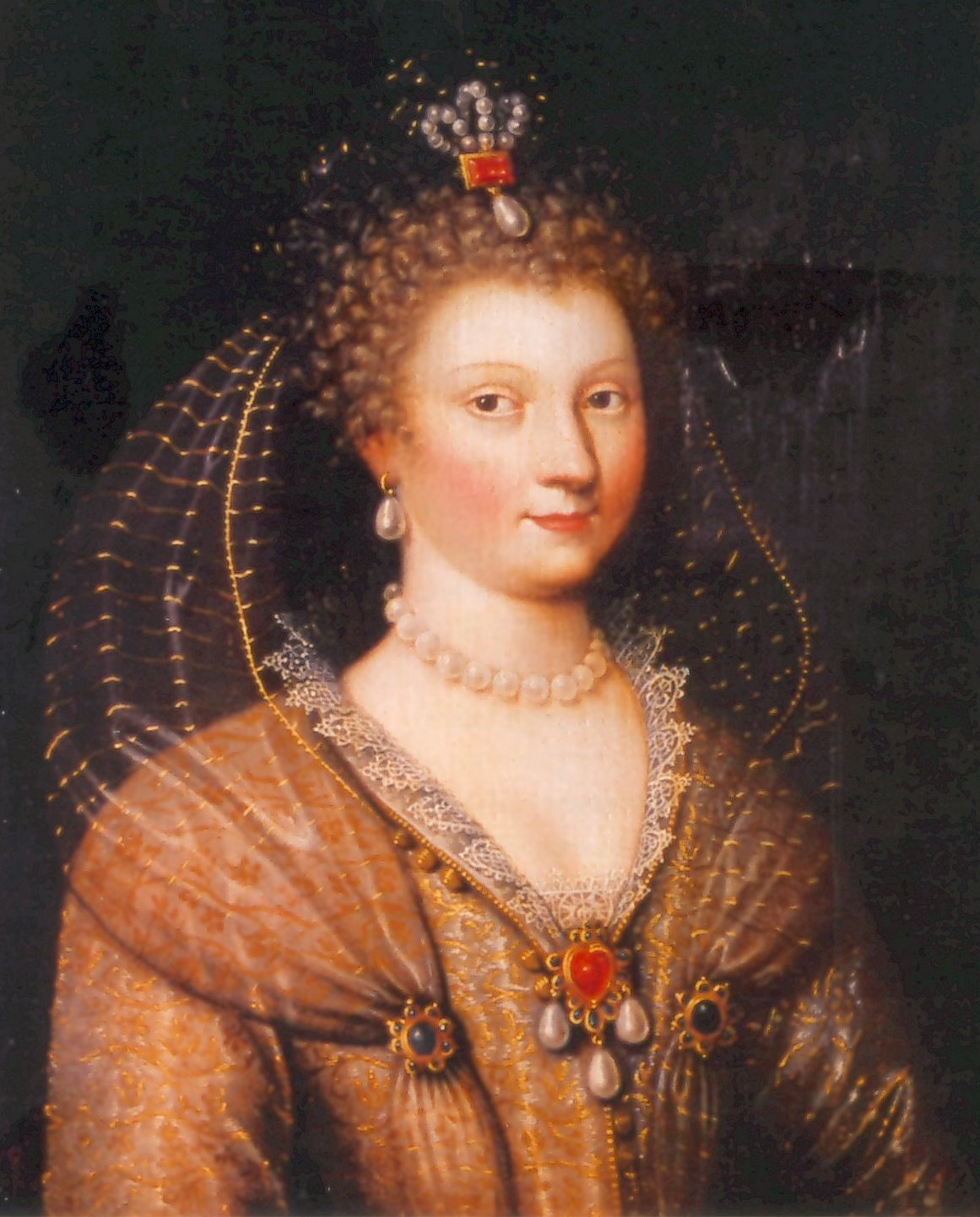
Louise de Clermont (colecção ducal de Uzès).

Viúva pela segunda vez, Louise de Clermont prosseguiu a sua vida itinerante entre Paris, Tonnerre, Ancy-le-Franc e Maulnes, cujo estaleiro está agora abandonado. A partir de Maio de 1575, não regressou mais a Maulnes, mas instalou ali dois homens de confiança. 
Em 1576, Jacques Androuet du Cerceau publicou o primeiro volume dos Plus Excellents Bastiments de France ("Mais Excelentes Edifícios de França"), obra que apresenta 30 edifícios que o autor julga excepcionais. O Château de Maulnes, do qual publicas as plantas, é um deles.
Nos anos que se seguiram, Louise teve que enfrentar a longos processos de sucessão, tendo contra ela tanto a família do seu primeiro marido como a do segundo. 
Com 92 anos de idade, acabou por falecer em Maio de 1596 no Hôtel-Dieu de Tonnerre, fundado por Margarida da Borgonha.
Louise de Clermont morreu sem filhos, enquanto os problemas de herança mais antigos não estavam resolvidos. Por fim, em Março de 1606, o seu sobrinho-neto Charles-Henri de Clermont, herdeiro mais directo e legatário de Louise, chega a acordo com as diferentes partes. Mediante o pagamento duma forte indemnização, tornou-se Conde de Tonnerre, de Cruzy e de Maulnes.

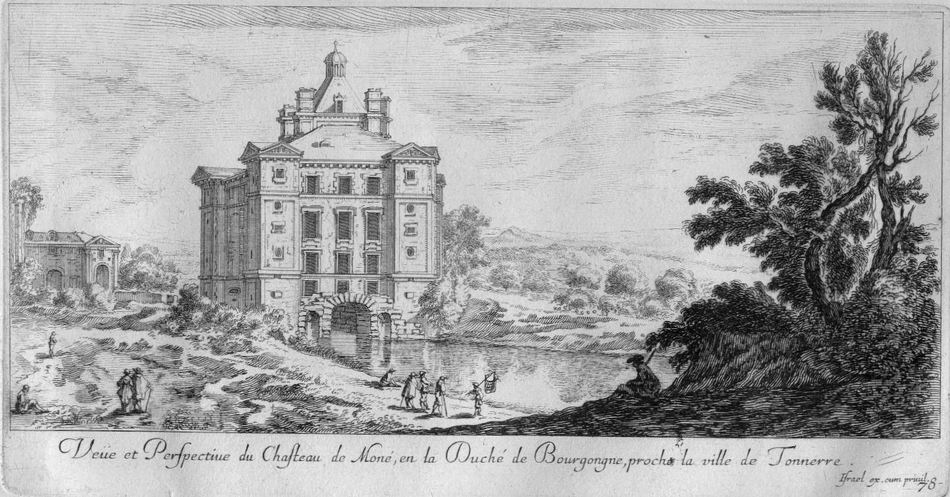
O Château de Maulnes representado numa gravura de Israël Silvestre cerca de 1650.

Tomando posse de Maulnes, Charles-Henri procedeu a alguns trabalhos, em 1610, com a criação do tecto da grande sala.
O novo titular preparou a sucessão separando Maulnes e Cruzy, elevado a marquesado, que doou ao seu filho mais novo, dos condados de Clermont e de Tonnerre, que destinou ao seu filho mais velho.
No entanto, depois da sua morte, em 1640, o deu filho mais velho, François de Clermont, tornado Conde de Tonnerre, reivindicou uma parte das propridades do seu irmão Roger como tendo pertencido sempre ao Condado de Tonnerre. No mesmo ano, o seu representante tomou posse, simbolicamente, do Château de Maulnes. Não se sabe se Maulnes foi então habitado e detido por um ou outro irmão. Uma gravura de Israël Silvestre, executada cerca de 1650, mostra o palácio num estado de abandono. Um decreto do parlamento, datado de 1658, dá razão a Roger, Marquês de Cruzy. Apesar de tudo, François e os seus descendentes continuaram a intitular-se Senhores de Maulnes.
Entre 1650 e 1670, foram empreendidas modificações e reparações em Maulnes, muito provavelmente por Roger de Clermont, que tinha regressado dos exércitos da Flandres em 1647.

### Os Louvois (1697-1844)

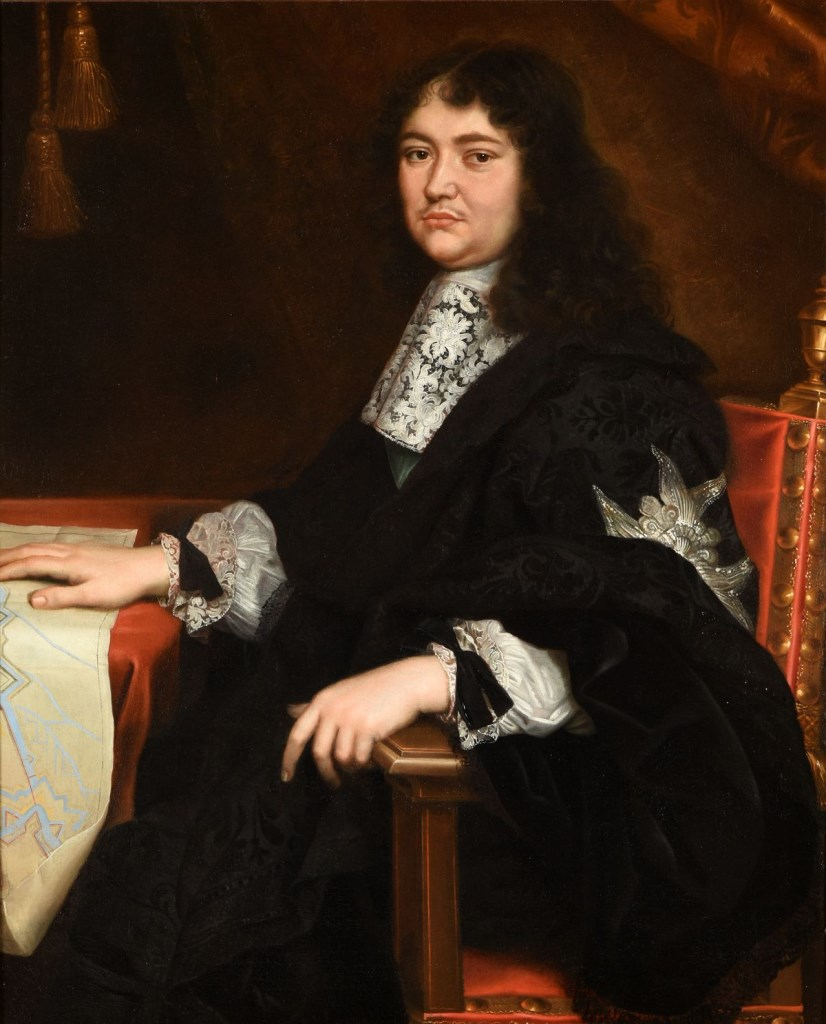
O Marquês de Louvois.

Entre 1683 e 1685, o Marquês de Louvois comprou o Condado de Tonnerre a François-Joseph de Clermont, neto de François. 
Louvois faleceu em 1691 e a sua viúva, Anne de Souvré, continuou as aquisições. No dia 8 de Junho de 1697, comprou Maulnes e Cruzy à viúva do segundo Marquês de Cruzy, filho de Roger, que passava por dificuldades financeiras. A heranla de Louise de Clermont estava novamente reunida, agora nas mãos de Anne de Souvré.
A nova proprietária mandou, então, desenhar um plano detalhado da floresta Maulnes e executar uma lista precisa das terras, bosques e proximidades que a compunham. Esses documentos viriam a desaparecer no decorrer do século XIX. Mulher inteligente e apreciada pelos seus contemporâneos, a Marquesa de Louvois faleceu em Dezembro de 1715. A sucessão só foi regulada seis anos mais tarde e o Château de Maulnes foi novamente deixado ao abandono.
Em 1721, foi o filho mais velho de Louvois, Michel-François Le Tellier, Marquês de Courtanvaux, quem herdou o Condado de Tonnerre. Contudo, o novo proprietário faleceu logo de seguida e foi a sua nora, Anne-Louise de Noailles, quem ficou com a tutela do seu neto, então com dois anos, até à maioridade deste.
Em 1723, um decreto do Conselho Real das Finanças autorizou a flutuação da madeira de Maulnes em direcção a Paris, pelos rios Armançon, Yonne e Sena. O palácio e as suas dependências acolheram, portanto, uma pequena comunidade relacionada com essa actividade: guardas florestais e condutores. Quando atingiu a maioridade, em 1744, François-César Le Tellier de Courtanvaux continuou o negócio da sua mãe.

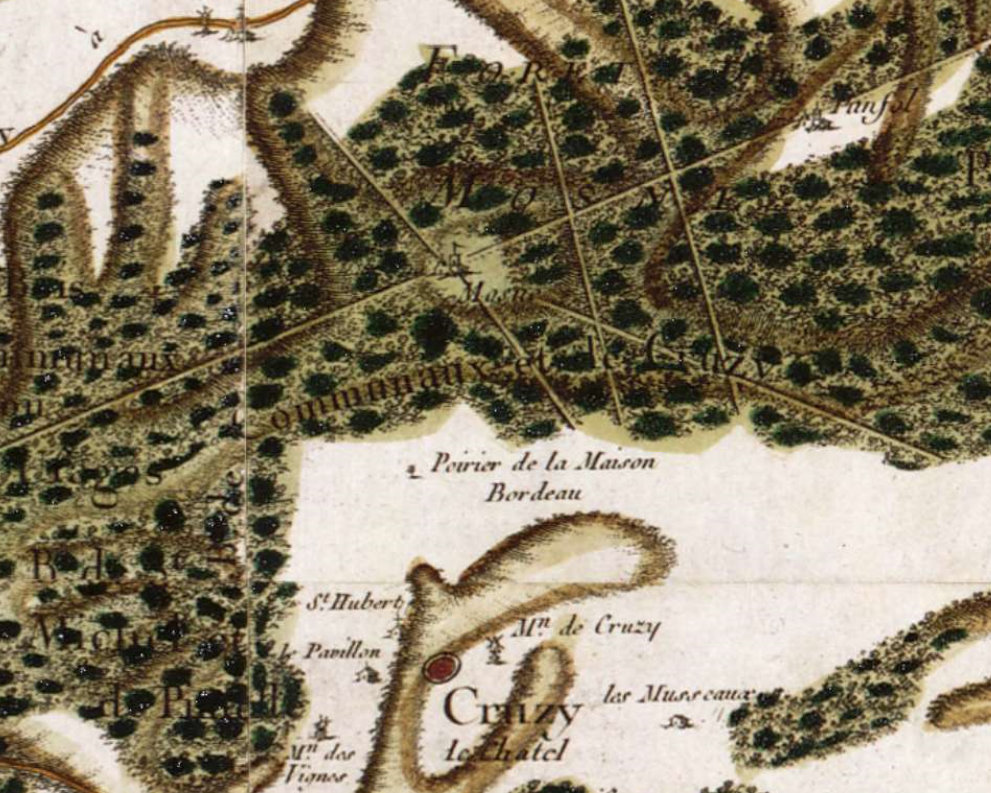
Maulnes no Mapa de Cassini.

Em 1775, os mercadores de madeira que ocupavam o palácio obtiveram do marquês a autorização para abrir uma oficina de fabrico de vidro (verrerie), actividade mais rentável que a venda de madeira, cujo encaminhamento até ao Armançon ficava dispendiosa. Fabricaram vidros de janelas e, depois, agrrafas. Em 1779, é feita menção à Verrerie de Maulnes. Esta transformação afectou Maulnes significativamente, com a modificação dos comuns, a construção de anexos e o desbaste progressivo da floresta.
Em 1781, o marquês faleceu sem herdeiros directos. O seu primo Louis Le Tellier de Souvré tornou-se Conde de Tonnerre, mas ele próprio faleceu coberto de dívidas em 1785. A sua viúva, M.J. Henriette Victoire de Bombelles, exerceu a tutela em nome do seu filho, de dois anos de idade. Ela conseguiu atravessar a Revolução Francesa e recuperar os seus bens, os quais administrou até à sua morte, em 1822.
Em 1806, uma nota redigida pelo sub-prefeito de Tonnerre descreve a qualidade do trabalho da Verrerie de Maulnes, tanto nos procediemntos como na produção, que se eleva a 300.000 garrafas por ano. No entanto, a fábrica só podia funcionar seis meses por ano porque faltava madeira, uma vez que a floresta de Maulnes não a fornecia em quantidades suficientes.
Quando tomou em mãos a direcção da fábrica, em 1819, Louis Le Tellier de Souvré era uma personalidade importante: tornado Par de França sob a Restauração, casou em 1814 com Athénaïs Grimaldi, filha de Joseph Grimaldi e sobrinha do Príncipe do Mónaco Honorato III Grimaldi.
Em 1819, a produção tinha dobrado e a fábrica empregava uma centena de trabalhadores, sem contar com os lenhadores e os condutores. 
A partir de 1824, Maulnes foi arrendado a François Vallory, um mestre vidreiro vindo de Bayel. Em 1834, o Marquês de Louvois, arruinado, vendeu Maulnes e o seu domínio, que ele dividiu em três lotes. François Vallory comprou o palácio e uma parte da floresta, mas, também arruinado, o mestre vidreiro teve que fechar Maulnes em 1844, no mesmo ano da morte do marquês.

### O abandono (1844-1997)

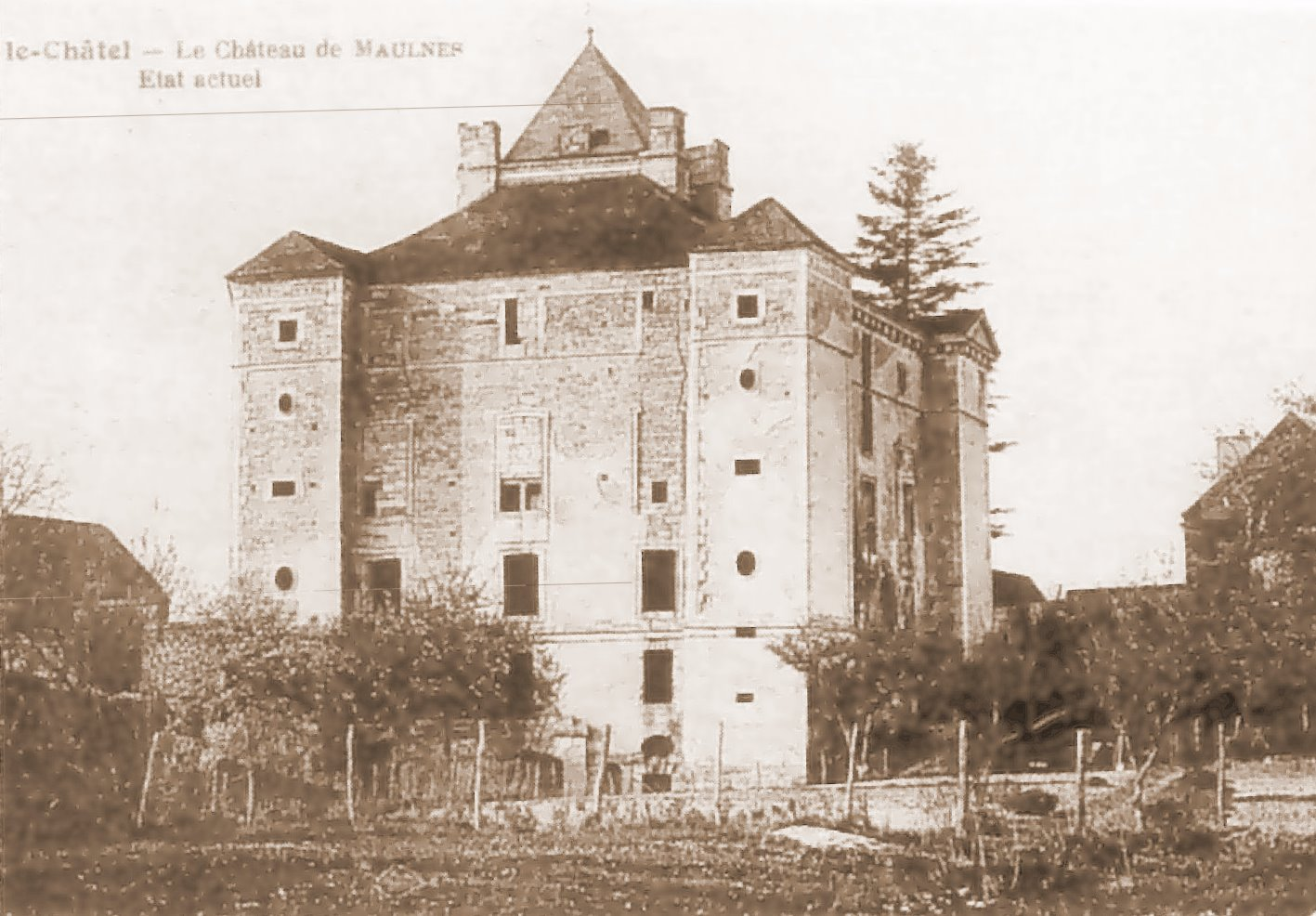
O Château de Maulnes no início do século XX.

O palácio, a quinta independente e as terras foram vendidas, em 1851, a Gabriel Chevalier, um banqueiro de Châtillon-sur-Seine, que abandonou o edifício. À sua morte, em 1866, as actas da sucessão descrevem os edifícios como estando "em muiti mau estado". Na década de 1880, foram empreendidos alguns trabalhos de reparação. Depois da falência de Adrien Chevalier, o domínio de Maulnes foi comprado pela família Prunier, que o conservou de 1898 a 1918. Em seguida, passou para as mãos do industrial Ferdinand Serres e do seu filho, que o mantiveram entre 1918 e 1960. Estes proprietários sucessivos estavam, sem dúvida alguma, mais interessados nas terras e nas madeiras que no palácio, que cai lentamente em ruínas.
No dia 11 de Julho de 1942, o palácio foi classificado pelo Serviço de Monumentos Históricos, que tenta, em vão, empreender trabalhos de primeira urgência em 1943 e 1944. Ao longo dos anos, o edifício foi-se degradando. Em 1960, a acta de venda indica um palácio e dependências, tudo em ruína. O palácio, sem as terras, foi comprado pela "Sociedade dos Amigos de Maulnes", fundada por Philippe Vallery-Radot. Pela primeira vez, é posto em prática um grande plano de salvaguarda financeira pelo Estado: no início de 1964, os trabalhos permitiram consolidar as fachadas em ruínas, nomeadamente a fachada sul, prestes a colapsar. Depois prosseguiram em 1966 e de 1967 a 1969. 
No entanto, o comportamento do proprietário pôs bruscamente um fim a esta campanha. A degradação recomeçou, agravada pelas tempestades em 1979 e 1981-1982. Em 1985, uma ordem intimou o proprietário a efectuar os trabalhos; estes foram realizados em 1987. Depois, decorrerá mais uma década antes que, por fim, em 1997, o Conselho Geral de Yonne adquira Maulnes, depois dum processo de expropriação.

### A redescoberta (desde 1997)
A partir de 1997, um comité científico é implementado a fim de organizar as pesquisas pluridisciplinares necessárias à compreensão de Maulnes. Enquanto historiadores estudavam os arquivos que diziam respeito ao palácio e aos seus patrocinadores, arqueólogos do Centro de Estudos Medievais de Auxerre realizaram escavações e estudos, tanto dentro do palácio e dos comuns, como nas redondezas próximas. Ao longo desses quatro anos, as pesquisas abordaram temas diversos, tais como as relações entre o palácio e a floresta de e Maulnes ou o estudo hidrológico do sítio.
Esta melhor compreensão guiou, igualmente, os trabalhos necessários de salvaguarda e de restauro, uma iluminação que tinha, provavelmente, faltado nas campanhas anteriores. Se os trabalhos de urgência permitiram salvar o Château de Maulnes e abri-lo às visitas, numerosos anos serão ainda necessários para poder oferecê-lo aos visitantes nas melhores condições.

## Descrição

### A situação

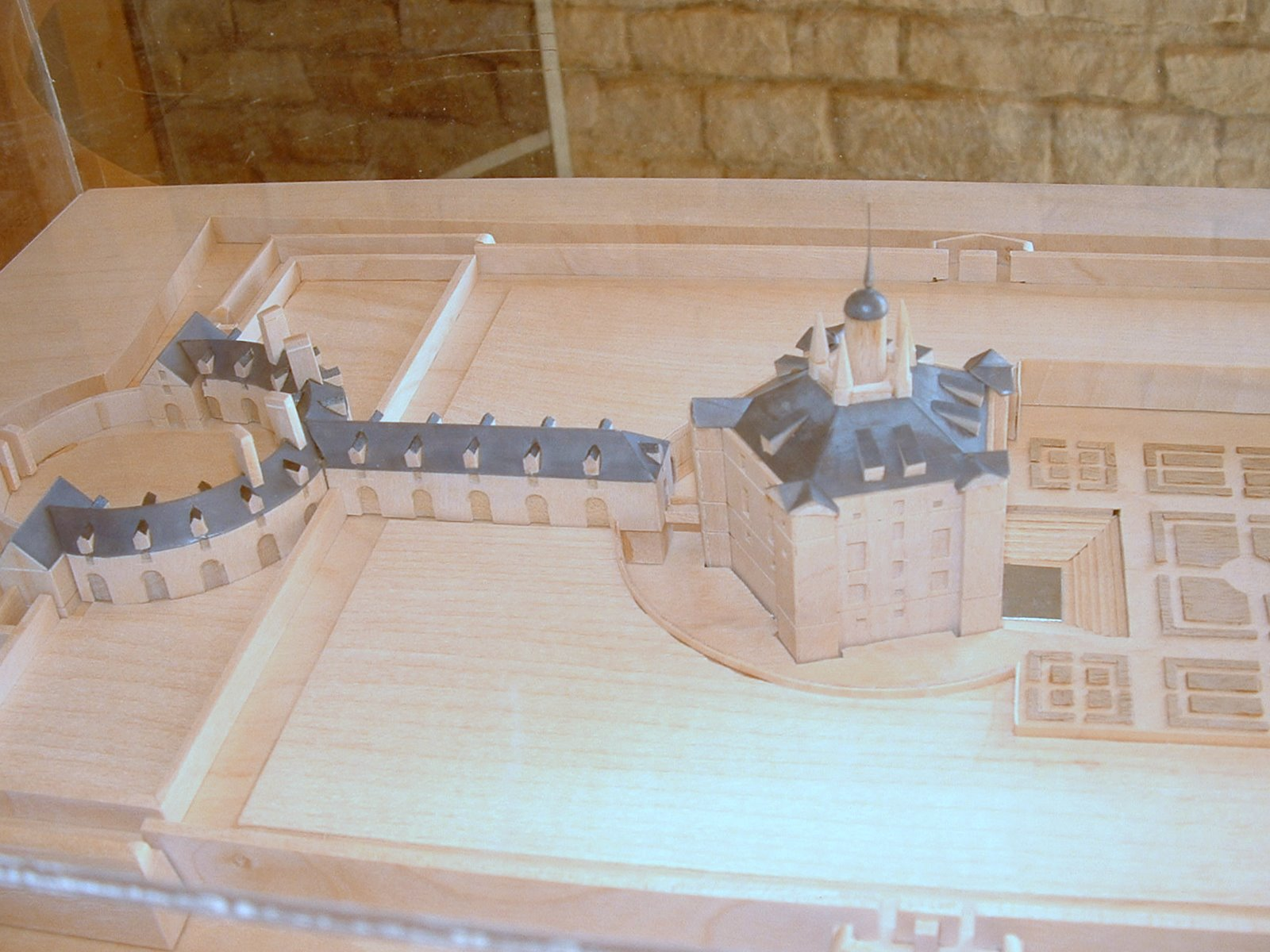
Maquete feita a partir dos planos de Du Cerceau.

Maulnes fica a 25 km de Tonnerre, principal cidade da região, e a 15 km do Château de Tanlay e do Château d'Ancy-le-Franc.
Situa-se no bordo duma grande planície, em tempos coberta de florestas que cederam o lugar a terras agrícolas. 
A Carte de Cassini (Mapa de Cassini), dois séculos posterior à construção, mostra o palácio rodeado duma vasta floresta, numa clareira situada na encruzinhada de cinco alamedas florestadas. Estas alamedas permitiam gerir a exploração florestal e uma dedicação à caça, mas também desfrutar de grandes perspectivas do palácio. 
A localização é alimentada por três nascentes de débito anual, conhecidas desde há muito tempo. 
O palácio é formado pelo conjunto de três edifícios. Entrava-se pelos comuns (áreas de serviço) edificados em semi-círculo, dos quais não resta mais que uma parte. Depois, atravessava-se uma galeria coberta, que desapareceu totalmente. Por uma "ponte dormente", acedia-se, por fim, ao logis pentagonal.

### Os comuns e a galeria

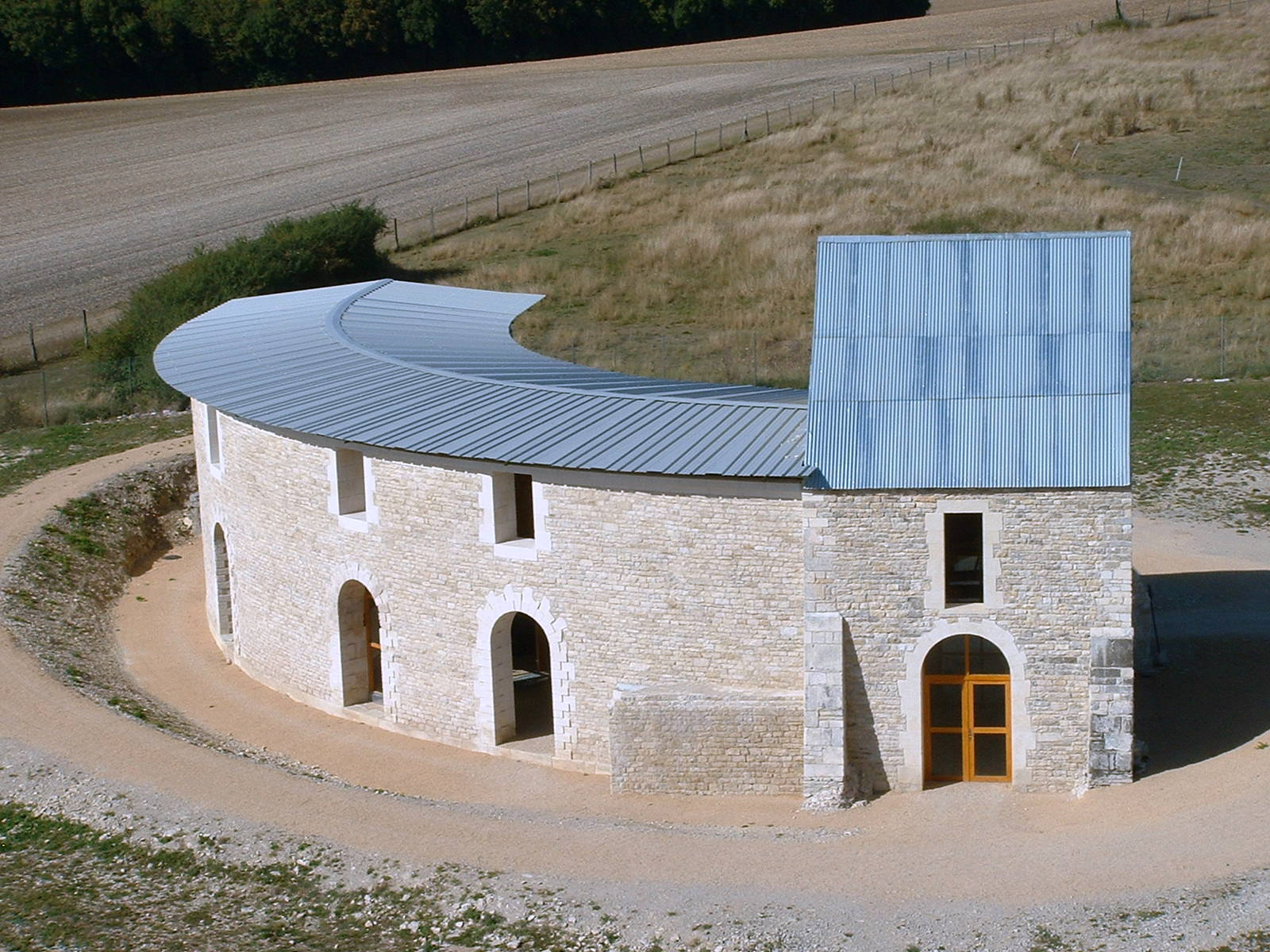
Os comuns vistos do alto do palácio.

Os comuns (áreas de serviço), construídos cerca de 1570-1572, formavam um edifício em hemiciclo rodeando o pátio de entrada, com um piso único e sótãos. Estas estruturas sofreram numerosas transformações para se adaptarem ao uso industrial na época da verrerie. Uma planta de 1942 representa-os ainda completos. Actualmente, metade do hemiciclo desapareceu. A armação de origem, à Philibert Delorme, foi substituída, entre 1662 e 1674, por uma armação tradicional, desmontada em 2000-2001.
Os comuns foram restaurados com prioridade e servem agora de gabinete, de lugar de acolhimento do público e de sala de exposição.
A sala central dos comuns, que ainda existe, estava construída no eixo da galeria, constituindo o seu vestíbulo de entrada. O desenho de Du Cerceau mostra uma galeria de piso único com cinco arcadas, conduzindo a uma "ponte dormente" apoiada por quatro colunas e um passadiço, sem dúvida, móvel. De lá, por cima dos fossos secos, acedia-se ao logis por uma porta situada na torre norte.

### O logis

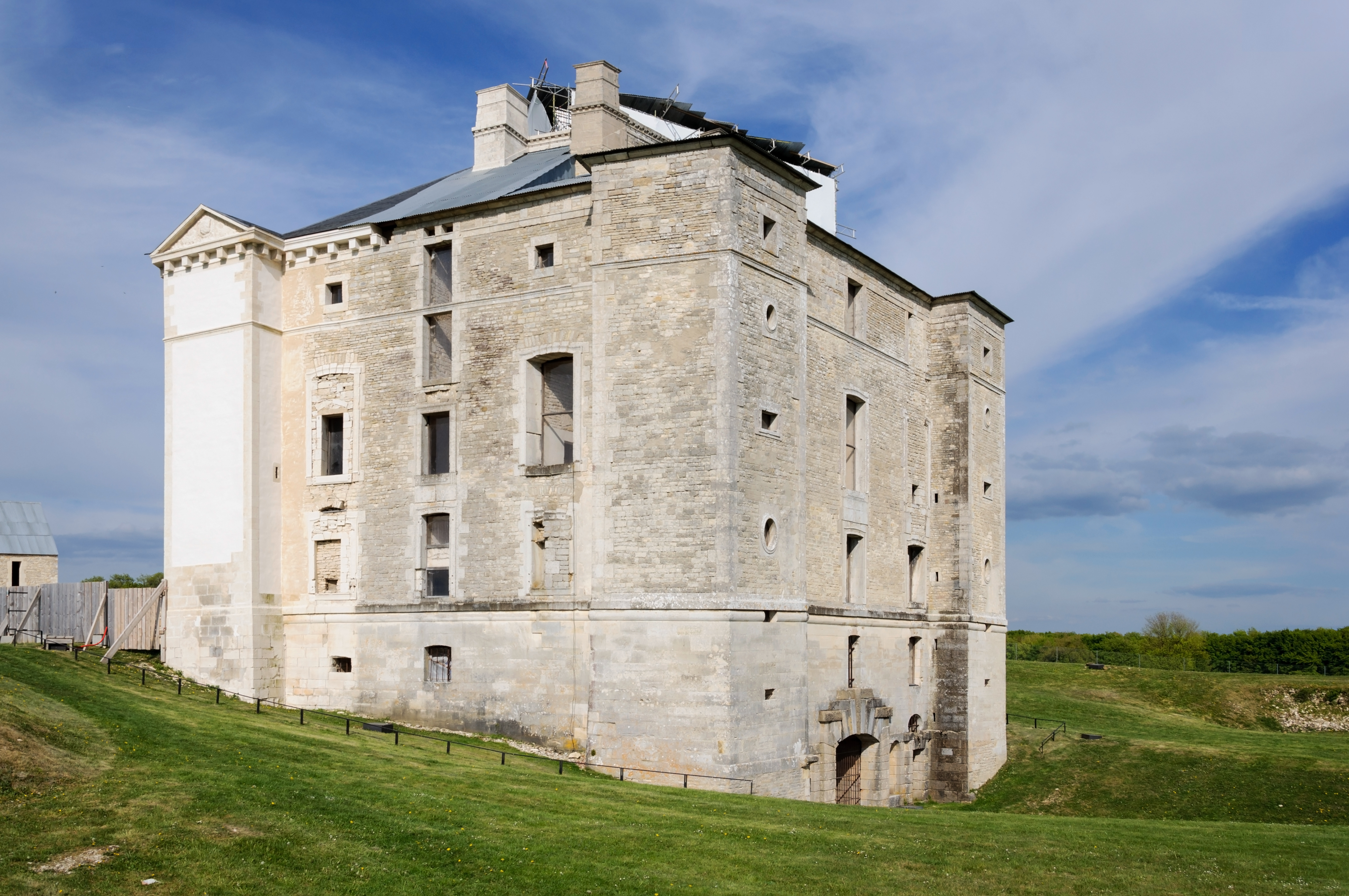
Vista geral do logis do Château de Maulnes em 2014

Trata-se dum edifício pentagonal, com cinco lados iguais de aproximadamente 17 m. Articula-se em volta dum cilíndro oco em forma de poço, que serve de eixo duma grande escadaria em caracol à francesa, escadaria igualmente de plano pentagonal que serve o conjunto dos cinco níveus e do terraço situado no topo. 
As esquinas do pentágono são ocupadas por torres, das quais três comportam uma escadaria, prevista, sem dúvida, para a criadagem a fim de reservar a escadaria central aos donos do palácio. Quatro torres são de forma pentagonal; enquanto que a quinta - a torre norte, pela qual se acede ao logis - foi acrescentada uma vez o edifício terminado, talvez por uma preocupação com a segurança face ao reacender da guerra. 
O edifício possui um eixo de simetria que passa pela torre norte e pelo meio da fachada sul.
Em todo o logis, contam-se 21 chaminés, o que devia ser apreciável dado o rigor do inverno no planalto de Maulnes.

#### O poço

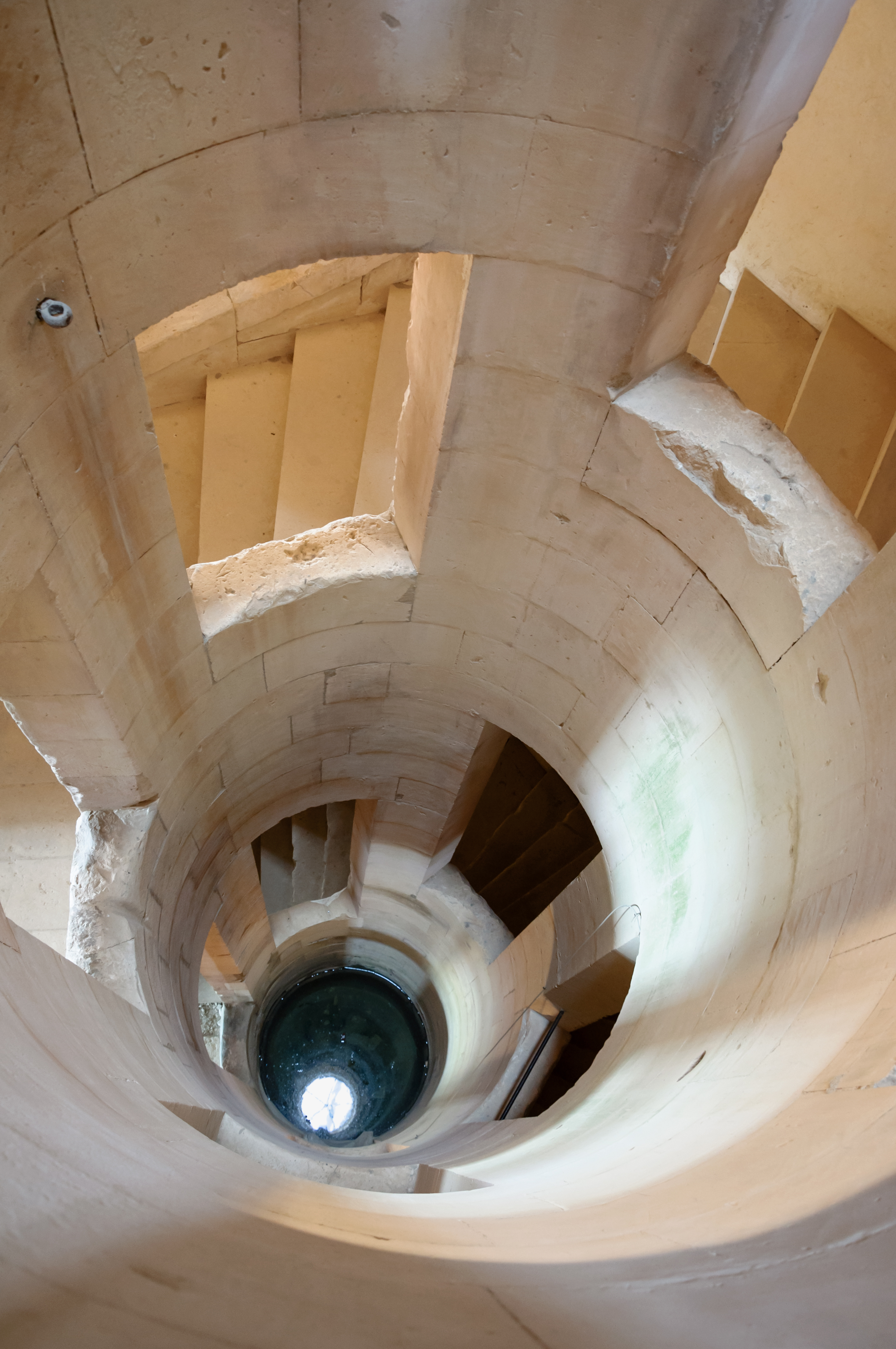
O poço, eixo da escadaria do Château de Maulnes.

A caixa do poço é perfurada por grandes baias dispostas regularmente. Era possível obter água em todos os andares, como provam os numerosos vestígios de desgaste devidos às cordas, em particular no nível 3.

#### Os níveis 1 e 2
Os níveis 1 e 2, ao nível do solo no lado sul, estão enterrados no lado norte devido à inclinação natural do terreno. Uma nascente capturada alimenta um tanque, que constitui a base do poço. O excesso de água deste tanque, assim como duas outras nascentes, despejam-se para um chafariz, ou ninfeu, pela parte interior e pela parte exterior. Estes níveus comportam salas que podem ter sido usadas como lugares de armazenamento, caves e adegas. 

#### O nível 3

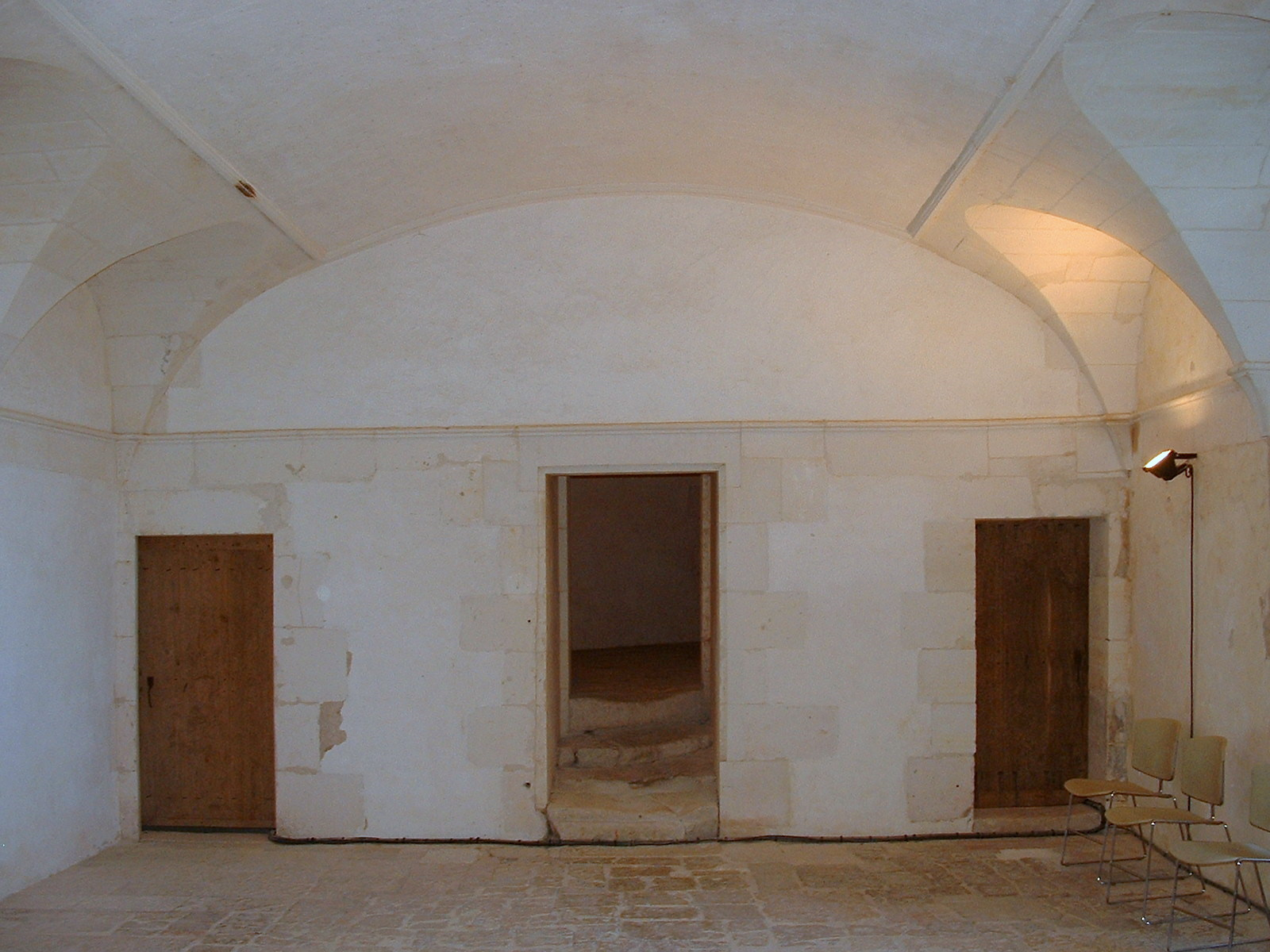
O vestíbulo.

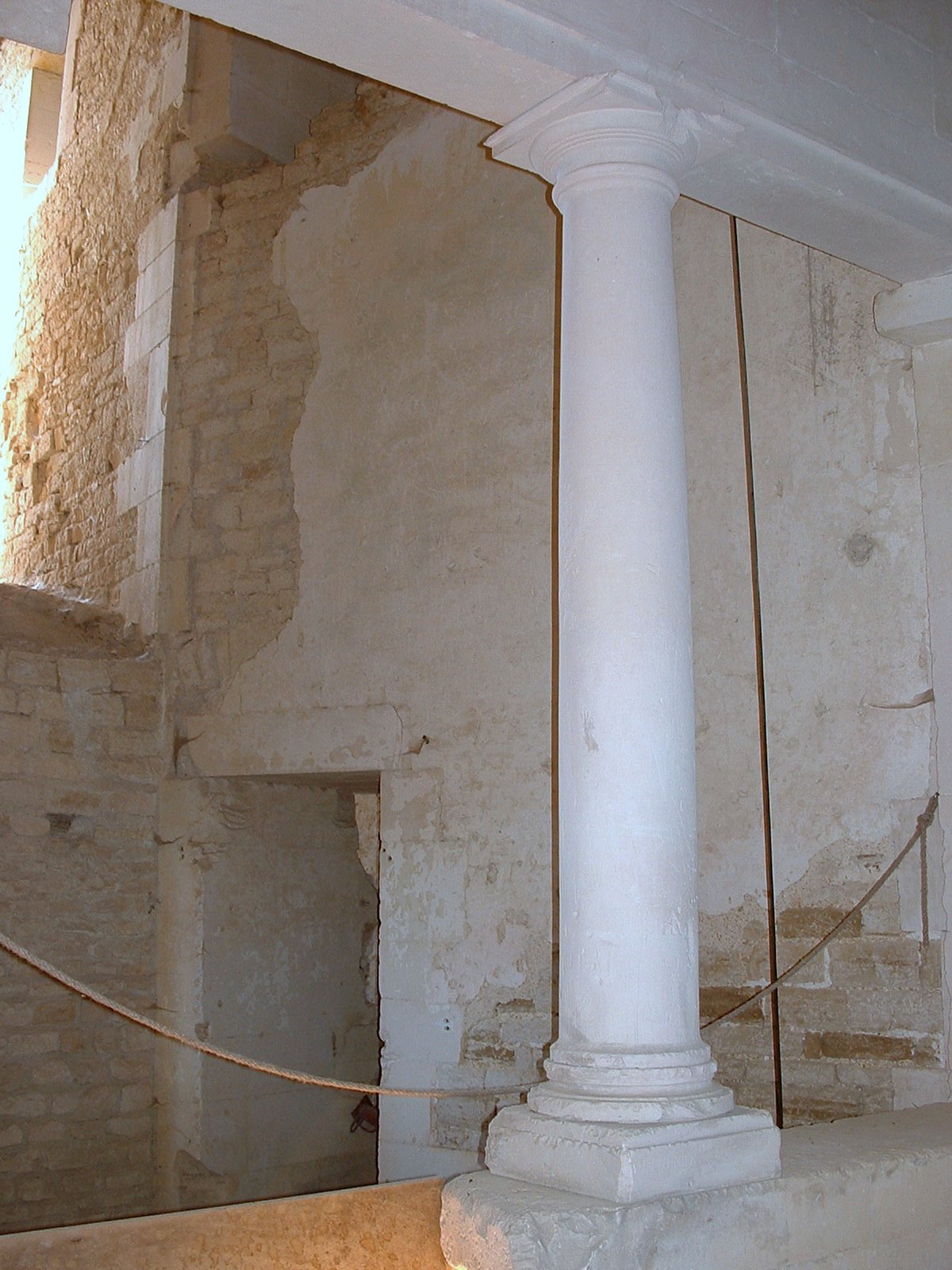
Uma coluna dórica.

O acesso para a galeria e a ponte davam para este nível num vestíbulo. Du Cerceau descreve o refinamento do palácio: En ce bastiment y a poelle, estuves, bagnoirs, fort bien pratiques à cause de la fontaine. O estudo deste nível colocou, efectivamente, em evidência a organização duma sala como o apartamento de banho, assim como uma estufa, com local de aquecimento e hipocausto. Estas salas eram acessíveis directamente por uma pequena escadaria a partir dum dos quartos do andar superior, que poderia ser aquele de Antoine de Crussol. Na sala de banho, encontram-se fragmentos duma decoração mural pintada, com uma pintura a óleo aplicada sobre uma argamassa. Os vestígios ainda visíveis mostram uma decoração de floresta e várias silhuetas femininas, evocando, talvez, a lenda de Diana.

#### O nível 4
Este nível constitui o andar nobre, reconhecível pela maior altura das salas e pelas duas colunas dóricas que o ornamentam. Segundo a descrição de Androuet du Cerceau, os  tectos deste andar eram notáveis, em particular os chamados "tectos em raio", com caixotões alinhados nas diagonais da sala. 
Uma pequena sala, identificada como um gabinete de toilette, está ligada ao quarto que deve ter sido ocupado por Louise de Clermont. Uma evacuação de água, conseguida através do muro da base da janela, deixa supor a presença dum banheiro ou duma tina.

#### O terraço
No cimo do palácio encontra-se o terraço, rodeado por cinco chaminés, formando um belvedere sobre a floresta. Devia possuir no seu centro um lanternim, capaz de proteger da chuva mas deixando a luz entrar no poço. Mais tarde, o terraço foi coberto por um tecto piramidal, suprimido no século XX.

#### As fachadas
Na base do telhado, uma cornija com modilhões alterna as cabeças de cães com as cabeças de leões. Com excepção desta decoração, que evoca a caça, as fachadas são duma grande sobriedade, até mesmo duma grande pobreza arquitectónica que contrasta com os costumes da época. 
as duas fachadas norte, situadas dum lado e doutro da torre de entrada, formam um conjunto; enquanto que a fachada sul, com o ninfeu e as duas torres que a enquandram formam um outro conjunto.

#### A escolha das pedras
As pedras de pequeno aparelho utilizadas para os paramentos interiores provêm de depósitos de calcário situados a algumas centenas de metros do palácio. 
A maioria das pedras de talhe do aparelho médio pertencem a uma mesma camada geológica de calcário branco gessado e macio: a pedra de Tonnerre. Esta pedra foi empregue no interior, para o poço e emolduramentos. Uma outra face próxima, não gessada e mais dura, foi utilizada para as paredes exteriores.
Uma pedra vermelha foi empregue nas alvenarias do palácio, nomeadamente próximo do ninfeu. Poderá ter proveniência nas pedreiras de calcário situadas em Massangis e Coutarnoux, na região de Avallon.

### Os exteriores

#### O jardim

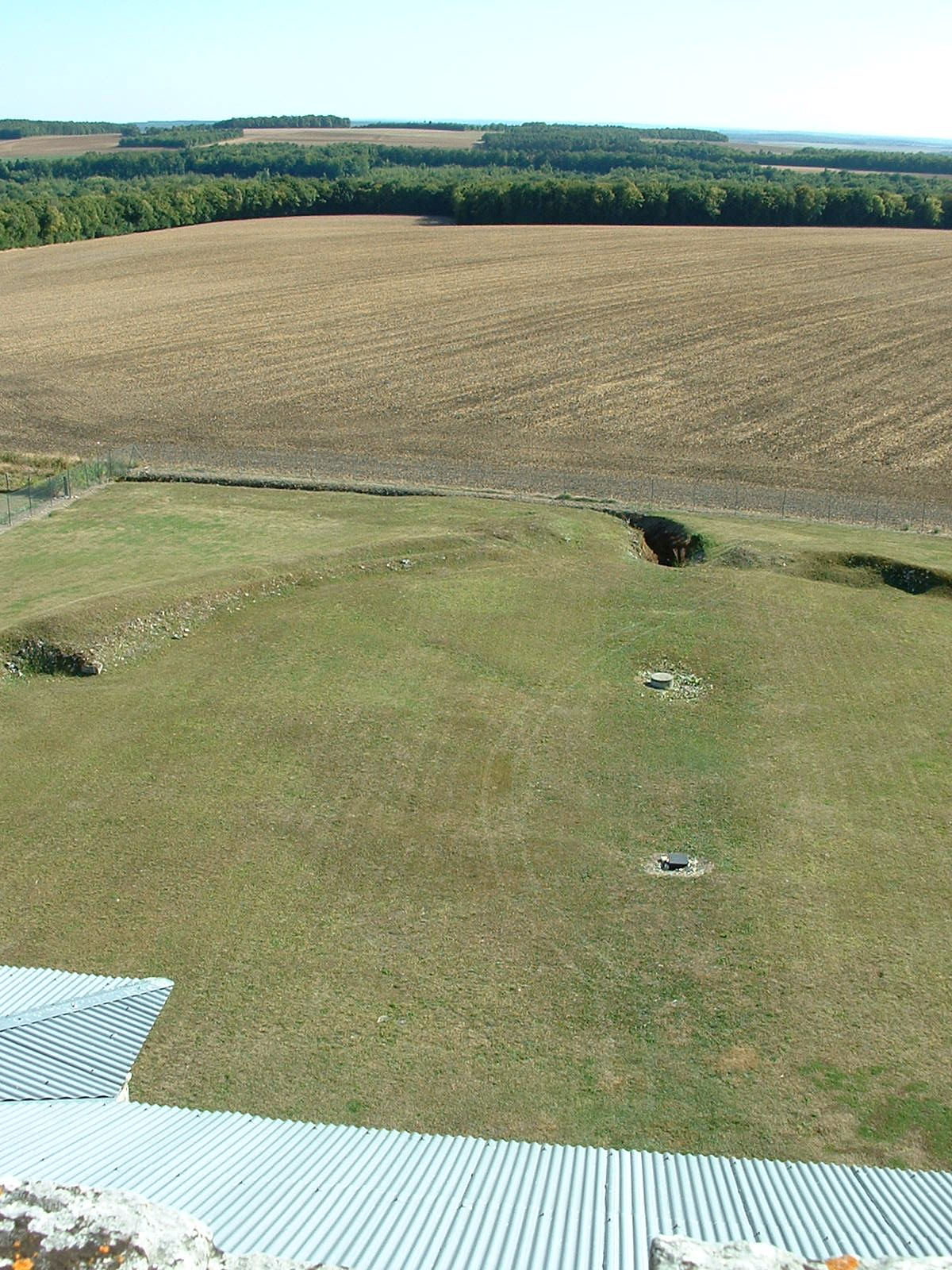
Os vestígios dos jardins vistos a partir do cimo do logis.

Desde os primeiros trabalhos de construção, toda a zona do futuro jardim foi desarborizada e limpa. Depois foram edificados os muros de vedação e os muros dos fossos secos. Os muros de vedação, cuja parte mais afastada do palácio é em semi-círculo, são cerados por um talude e por uma encosta artificial relvada. O plano original parece ter previsto a construção duma grande muralha exterior com bastiões, que não foi realizada. Ao modo do palazzo in fortezza italiano (um palácio dentro duma fortaleza), tratava-se, provavelmente, duma protecção das turbulências frequentes nesses tempos de guerra civil. 
O jardim representado por Du Cerceau, de quem era conhecido o gosto pelos jardins, é relativamente pequeno (5000 m2), sendo composto por um quadrado de 50 m de lado e por um semi-círculo de 25 m de raio. O quadrado comporta o tanque encaixado e oito parterres bordejados de buxus e plantados com flores e plantas aromáticas. O Duque de Uzès fez uma escolha original; a de ter permitido um acesso único ao jardim, passando pela escadaria até ao nível mais baixo do palácio, ladeando o ninfeu e subindo ao longo do declive: é somente então que se descobre o jardim. Tal como o palácio, o jardim de Maulnes ocupa um lugar à parte na história do Renascimento francês.
A natureza argilosa do solo e a presença dum aquífero parecem ter causado problemas a esse jardim encaixado, apesar da instalação duma drenagem de água que devia ter tendência a engorgitar. A partir do século XVII, as partes baixas do jardim foram reforçadas de 10 a 20 cm, sem resolver o problema, como mostra a gravura de 1650, com a presença dum corpo de água que parece inundar o nível 1 do logis. No século XVIII, após um abandono do jardim, foi feita uma nova disposição de terra, com 30 cm de limo e 20 cm de argila.
Com a instalação da verrerie, os fossos foram progressivamente enchidos pelos dejectos industriais. Após o abandono do lugar, o jardim foi coberto por arbustos, que depositaram uma camada de degradação.

#### O ninfeu

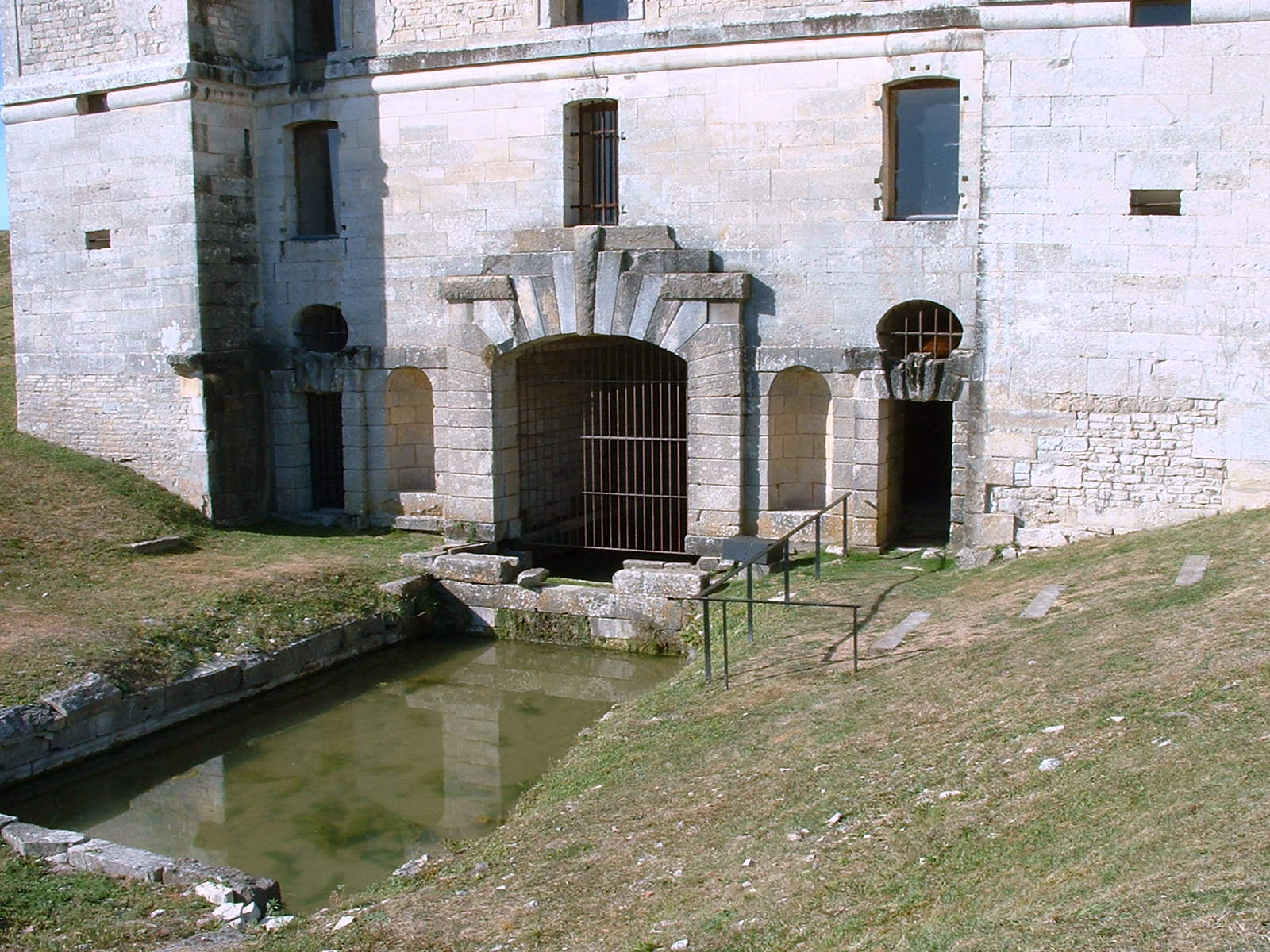
O ninfeu (exterior)

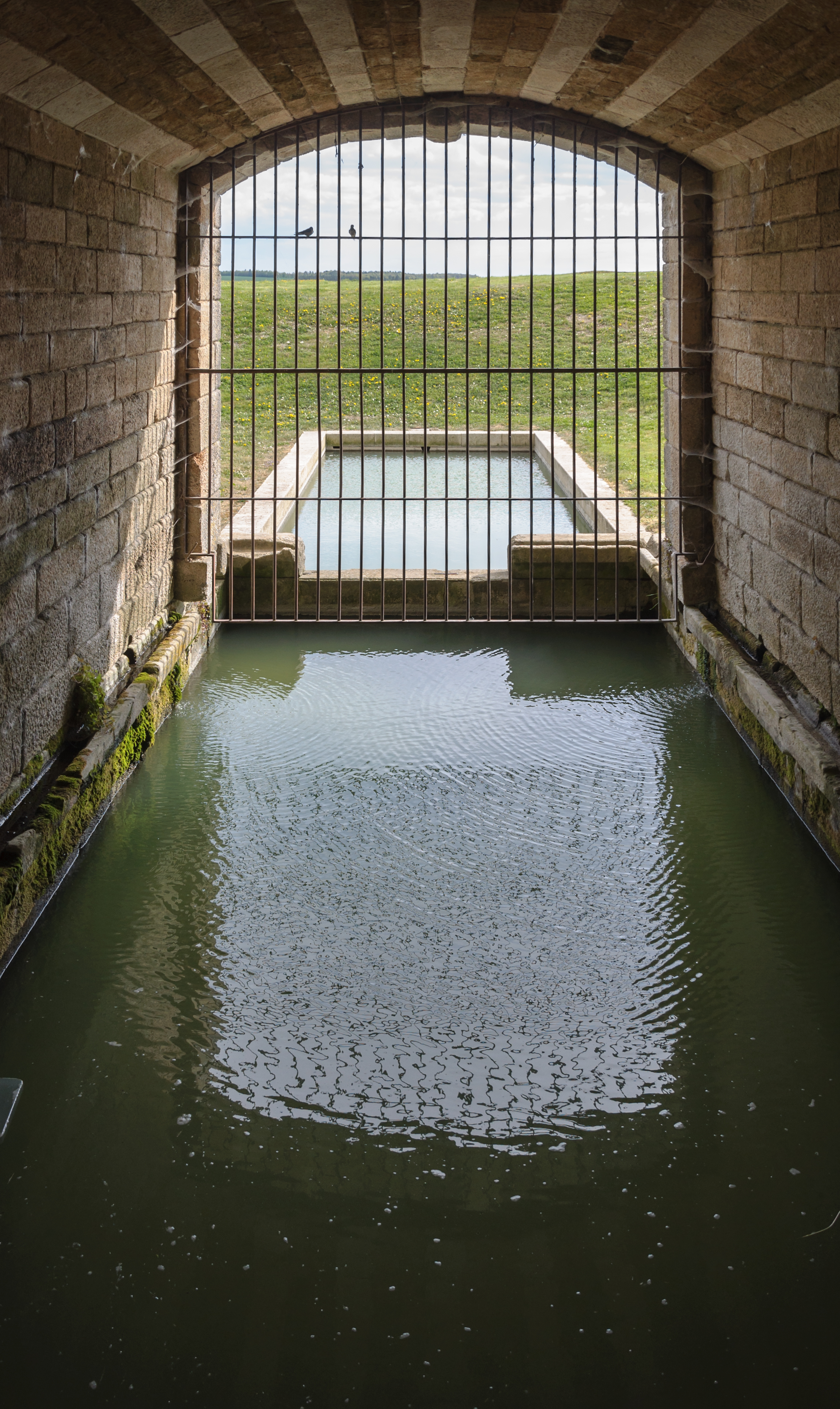
O ninfeu (interior)

O ninfeu é um traço de união entre os jardins e o palácio, do qual reflecte a imagem. Segundo o plano de Du Cerceau, é representado com bancos em volta, formando um pequeno teatro. No entanto, as escavações arqueológicas não confirmaram esta visão. 
A hipótese actual consiste num muro de terraço separando o tanque encaixado do resto do jardim, perfurado por uma escadaria de acesso. A planta de Du Cerceau poderá corresponder a um projecto de organização posterior que jamais viu a luz do dia, com o abandono do estaleiro à morte de Antoine de Crussol. 
A abóbada do tanque é feita de cunhas em alternância de matizes. A fachada exterior, da mesma forma que os lintéis do nível 1, é tratada em blocos rústicos.

## Os enigmas de Maulnes
A arquitectura do Château de Maulnes parece ter-se estruturado em volta de quatro ideias, sem que se possa dizer se uma é origem das outras:
- construir sobre uma fonte e alimentar um tanque;
- utilisar a água que transborda do poço para alimentar um ninfeu interior/exterior;
- construir o palácio em torno duma escadaria em caracol sobre o poço aberto;
- utilisar uma planta pentagonal.

### A planta

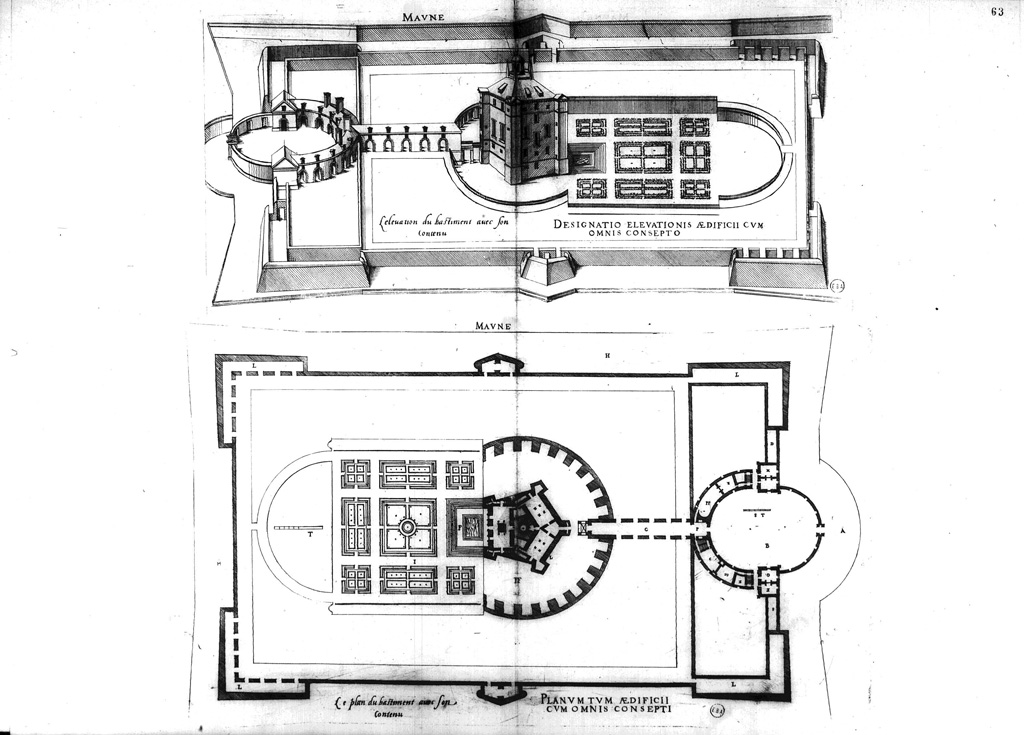
Planta de Androuet du Cerceau.

Por invulgar que seja, a forma pentagonal de Maulnes não é única. O bastião substituiu, com efeito, a torre nas fortificações da época e os engenheiros militares conheciam bem o pentágono. Ora, o Duque de Uzès era neto dum Grande Mestre de Artilharia, Jacques Galiot de Genouillac, que o fez benificiar duma educação avançada. Sem dúvida qu teve muitas oportunidades para observar frentes bastionadas de forma pentagonal.
Um exemplo ilustre na época encontra-se em Itália: o Palazzo Farnese de Caprarola, começado entre 1521 e 1534, a partir dum projecto de Baldassare Peruzzi, e acabado a partir de 1556, sob a direcção de Vignole. Foi um aluno de Peruzzi, Sebastiano Serlio, vindo a França em 1541, quem apresenta no seu Livro VI as plantas dum palácio pentagonal e foi este arquitecto que Antoine de Clermont, o imão de Louise de Clermonté, escolheu para construir o Château d'Ancy-le-Franc entre 1541 e 1550. Não se pode excuir a possibilidade do casal Du Bellay ter conhecimento dessas plantas. Todavia, Maulnes não é em caso algum a cópia do Palazzo Farnese, que é um vasto edifício rodeando um pátio central. 
Com efeito, teve que superar uma dificuldade maior em Maulnes, a de dispor salas rectangulares num pentágono de dimensões reduzidas, sem qualquer ângulo recto. A solução, que testemunha uma grande mestria da geometria, foi dispor o pentáguno do poço num triângulo muito achatado, assegurando a ortogonalidade das salas. Para aliviar a grande espessura de maçonaria, traçou corredores turtuosos, pequenas divisões de formas diversas. Esta técnica, então pouco conhecida na França, é muito italiana e encontra-se nos tratados de Serlio.
A única planta de Maulnes que chegou até nós é a de Androuet du Cerceau. Um estudo comparado entre esta planta, a gravura de Israël Silvestre, as plantas actuais e os dados arqueológicos, revelou numerosas e significativas diferenças. Pode-se imaginar que Androuet du Cerceau estaria em posse dos planos do projecto inicial; que os terá corrigido a partir de observações feitas em  Maulnes entre 1570 e 1573, por ele e por outros; e que, por fim, terá antecipado a conclusão dos trabalhos em curso ou mesmo somente previstos, tudo isto com um grau de exactidão bastante aproximado.

### O arquitecto
Os historiadores que estudaram o Château de Maulnes a partir da década de 1930 interrogaram-se sobre o arquitecto responsável pela sua autoriar. Com certeza, conhecem-se os nomes do mestre pedreiro e o do mestre carpinteiro que ali trabalharam, dois artesãos da região. Certo, também, é o facto do casal ducal possuir, sem dúvida, uma sólida cultura arquitectónica. Mas pode parecer inconcebível que uma construção arquitectónica tão original e consistente como Maulnes, que denota uma tal mestria geométrica, não tenha sido conduzida por um grande mestre da época. 
A partir de 1938, evocou-se o nome de Sebastiano Serlio, arquitecto do vizinho Château d'Ancy-le-Franc e aluno de Peruzzi, premeiro construtor do Palazzo Farnese . No entanto, Serlio estava morto havia 12 anos quando se abriu o estaleiro de Maulnes. Aquele mestre poderá ter sido o autor dum hipotético projecto inicial mas, certamente, não foi o mestre da obra.
Na década de 1970, o nome de Serlio foi retomado e depois rejeitado. A tese avaçada então foi a da separação entre o projecto, devido a um mestre manifestamene italiano, e a realização deixada ao pedreiro Jean Verdot, signatário do contrato de 1566. O arquitecto seria, então, Francesco Paciotto, um aluno de Vignole. Mas às influências muito claramente italianas opunham-se numerosos "galicismos", pelo que o nome de Paciotto foi rejeitado na década de 1980, não havendo provas que ele tenha estado em França.
A última hipótese, datada do ano 2000, propõe o nome dum arquitecto francês bem ao corrente das técnicas italianas: Trata-se de Philibert de l'Orme, inventor duma armação "à petit bois", do mesmo tipo daquela que cobria os comuns em 1570. Delorme foi o arquitecto do Château de Saint-Maur, edificado entre 1541 e 1570, data da sua morte. Ora, o comandatário desse palácio foi o Cardeal Jean du Bellay, primo de François du Bellay, o primeiro marido de Louise de Clermont.
No estado das pesquisas actuais, não se pode avançar um nome com certeza. No máximo, é possível expressar a ideia duma realização composta, com uma planta de origem devida a um mestre, talvez encomendada pelo casal du Bellay, retomada 10 ou 20 anos mais tarde por Louise e Antoine de Crussol, com um estaleiro evoluindo em função do contexto político, das didificuldades encontradas ou das novas ideias.

### A poesia de Maulnes
Neste início do século XXI, é um palácio mutilado que o visitante descobre. Embora, felizmente, já não se encontre num estado de ruína, ao longo dos séculos perdeu o seu enquadramento florestal, metade dos comuns, a sua galeria, os seus jardins, os seus tectos e os seus apainelamentos. Apesar disso, ou talvez por causa disso, suscita um sentimento insólito de estranheza e de atracção. Mas como explicar o encanto que se desprende deste palácio, como reduzir ao essencial: a sua estrutura?
De longe, a silhueta de Maulnes emerge das florestas e dos campos. Depois, à austera simplicidade das fachadas sucede a beleza da escadaria central enrolada em volta do poço, onde o visitante é duplamente atraido: para baixo, pela frescura da água, e para cima, pela luz do sol. Desorientado pela sucessão de divisões, regressa-se sempre à escadaria: eixo central e referência absoluta.
Quando se desce até ao nível mais baixo, descobre-se a magia da água, esta água que está no coração de Maulnes. Frecura, obscuridade, barulho da água que escorre; depois é a saída para a luz e o brilho dos jardins que Androuet du Cerceau admirou e fixou na sua obra Trente plus excellents bâtiments de France.